# Autobahnkreuz Bernburg
Das Autobahnkreuz Bernburg (Abkürzung: AK Bernburg) ist ein Autobahnkreuz in Sachsen-Anhalt. Es verbindet die Bundesautobahn 14 (Wismar–Magdeburg–Dresden) mit der Bundesautobahn 36 (Braunschweig – Bernburg).

## Geographie
Das Kreuz liegt im Salzlandkreis westlich von Bernburg auf dem Gebiet der Gemeinde Ilberstedt. Es befindet sich etwa 41 km nördlich von Halle (Saale), etwa 37 km südlich von Magdeburg und etwa 62 km östlich von Wernigerode. 4 Kilometer östlich befindet sich Bernburg (Saale).
Das Autobahnkreuz Bernburg trägt auf der A 14 die Anschlussstellennummer 10, auf der A 36 die Nummer 32.

## Geschichte
Am 30. November 2000 wurde das Kreuz Bernburg als normale Anschlussstelle mit Anschluss an die B 185 nach Südosten eröffnet. Das Hauptbrückenbauwerk wurde bereits für eine 2+2-Straße ausgelegt und errichtet. Zwischen 2009 und 2011 erfolgte der Umbau der Anschlussstelle zu einem Kleeblatt als Knotenpunkt zwischen der A 14 und der B 6n/B 185.

## Bauform und Ausbauzustand
Beide Autobahnen sind vierstreifig ausgebaut. Alle Verbindungsrampen sind einspurig ausgeführt.
Das Kreuz wurde als angepasstes Kleeblatt angelegt.

## Verkehrsaufkommen
Das Kreuz wurde im Jahr 2015 täglich von rund 44.000 Fahrzeugen passiert.
| Von                  | Nach                      | Durchschnittliche tägliche Verkehrsstärke | Anteil Schwerlastverkehr |
| -------------------- | ------------------------- | ----------------------------------------- | ------------------------ |
| AS Staßfurt (A 14)   | AK Bernburg               | 32.900                                    | 23,6 %                   |
| AK Bernburg          | AS Plötzkau (A 14)        | 34.000                                    | 23,7 %                   |
| AS Ilberstedt (A 36) | AK Bernburg               | 12.600                                    | 17,6 %                   |
| AK Bernburg          | Bernburg-West (B 6/B 185) | 08.800                                    | 15,5 %                   |